# Grammatidae

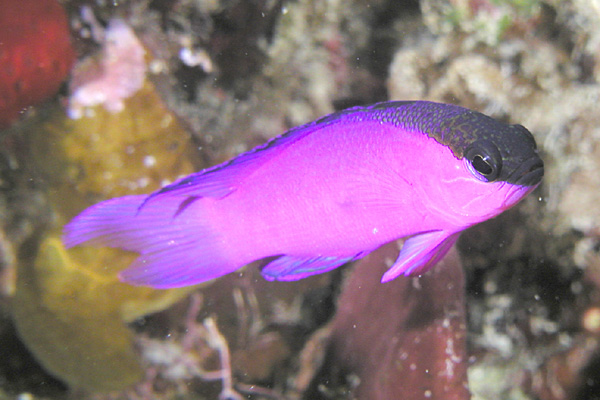
Gramma melacara

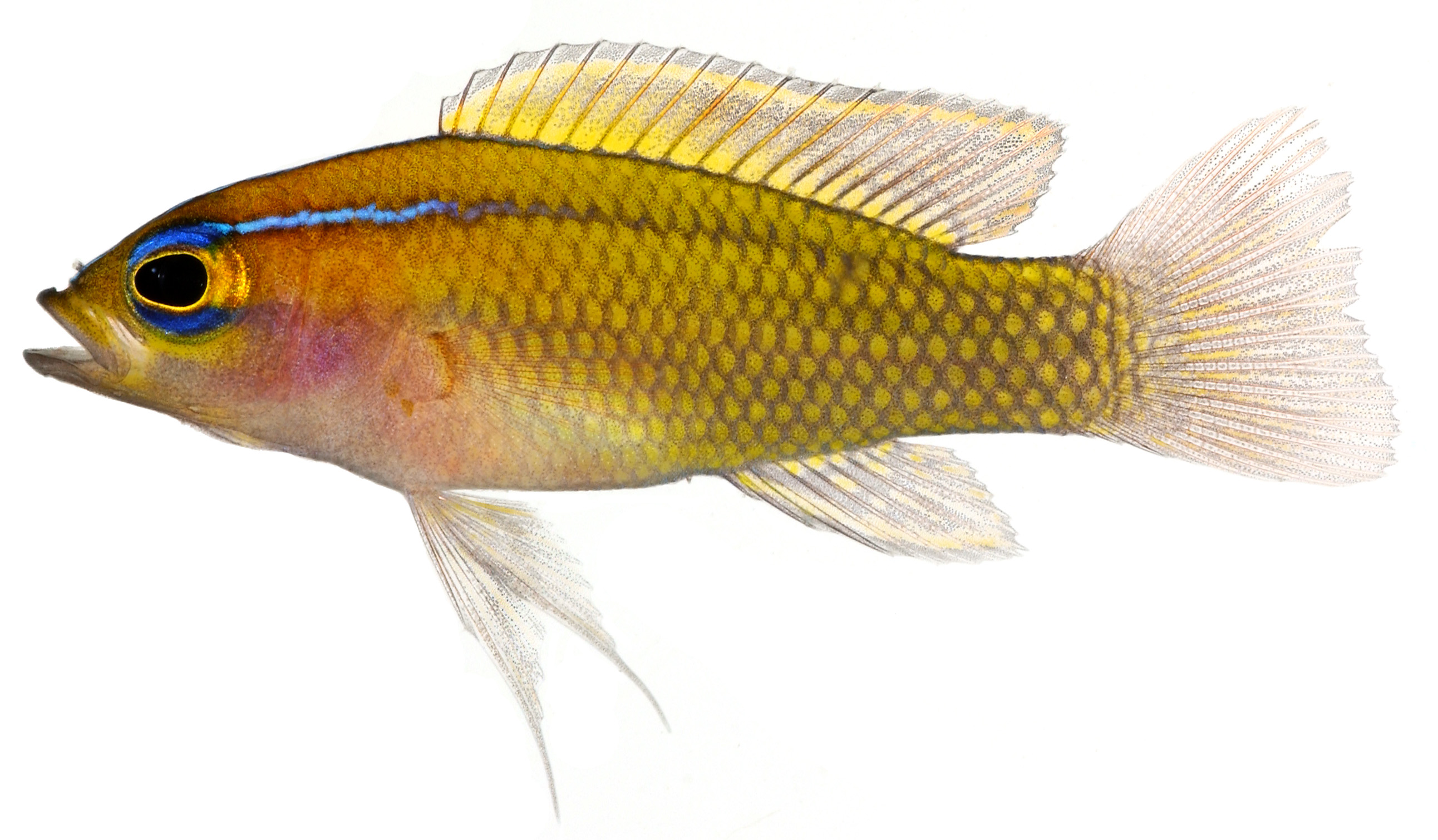
Lipogramma trilineata

La famiglia Grammatidae comprende specie di piccoli pesci ossei d'acqua salata, appartenenti all'ordine Perciformes.

## Distribuzione e habitat
Sono endemici dell'Oceano Atlantico occidentale e sono particolarmente comuni nel mar dei Caraibi.
Popolano le barriere coralline e i fondi duri in genere di solito a basse profondità ma anche nel piano circalitorale.

## Descrizione
La linea laterale spesso è assente, dove presente è interrotta e vi sono due segmenti distinti. La pinna dorsale è unica, con una parte spinosa anteriore e una molle posteriore della stessa lunghezza.
Sono pesci di minuta dimensione, variando da 1,4 cm di Lipogramma anabantoides ai 10 di Gramma melacara.

## Tassonomia
La famiglia comprende due generi:
- Gramma
  - Gramma brasiliensis
  - Gramma linki
  - Gramma loreto
  - Gramma melacara
- Lipogramma[2][3]
  - Lipogramma anabantoides J. E. Böhlke, 1960
  - Lipogramma evides C.R.Robins & P.L.Colin, 1979
  - Lipogramma flavescens Gilmore & R.S.Jones, 1988
  - Lipogramma haberorum C.C.Baldwin, Nonaka & D.R.Robertson, 2016[3]
  - Lipogramma klayi J. E. Randall, 1963
  - Lipogramma levinsoni C.C.Baldwin, Nonaka & D.R.Robertson, 2016[3]
  - Lipogramma regia C.R.Robins & P.L.Colin, 1979
  - Lipogramma robinsi Gilmore, 1997
  - Lipogramma rosea C.R.Gilbert, 1979
  - Lipogramma trilineata J.E.Randall, 1963

## Acquariofilia
Alcune specie dai colori vivaci sono commerciate per gli acquari di barriera o i Nano-Reef, viste le dimensioni. La specie più allevata è G. loreto.